# Petrušnja vas
Petrušnja vas este o localitate din comuna Ivančna Gorica, Slovenia, cu o populație de 160 de locuitori.